# 津田信隆
津田 信隆（つだ のぶたか）は、戦国時代の武士。毛利氏家臣。

## 略歴
天正18年（1590年）に毛利氏の家臣として戦功を挙げており、同年の4月3日に「準馬上諸士」ずる旨の感状が毛利輝元より出されている。その際には同様に「惣右衛門尉」との官途状も出されているが、それ以前には「大蔵尉」と名乗っていたことが子孫宅に伝わる位牌から確認できる。